# Dialekt wschodniokajkawski

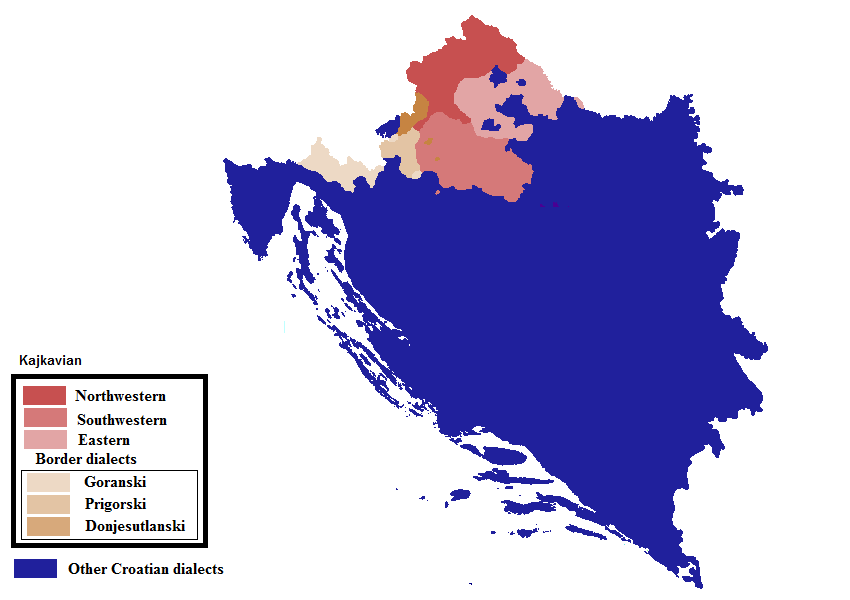
Dialekty kajkawskie według podziału Belicia

Dialekt wschodniokajkawski (serb.-chorw. istočni kajkavski dijalekt) – jeden z dialektów wyodrębnianych w grupie serbsko-chorwackich dialektów kajkawskich m.in. przez Aleksandra Łukjanienkę i Aleksandra Belicia.
Używany jest na wschód od linii prowadzącej przez Varaždin, Zagrzeb, Kupę i Sawę. Graniczy z dialektem południowo-zachodnio- i północno-zachodniokajkawskim, a także z dialektami sztokawskimi i obszarem języka węgierskiego.

## Cechy językowe
Dialekt wschodniokajkawski wyróżnia się wpływami sztokawskimi, do których należą:
- ď (okolice Varaždina), typowo sztokawskie đ (w północnej części) bądź też ǯ (w południowej) na miejscu prasłowiańskiej grupy *ď (*dj), np. pređa, wobec zachodniokajkawskiego j, np. meja[2],
- grupy *šč, *žǯ (ždž) dały šč, žǯ, które w północnej części obszaru zachowały swoją miękkość[2],
- rozwój prasłowiańskiej nosówki *ǫ do u, np. zub, ruka wobec zachodniokajkawskiego o, np. mộž, pôt[2],
- cr- jako kontynuant grupy čr- w północnej części dialektu, nad Drawą, np. crn obok typowo zachodniokajkawskiego čer-, np. čerêip[3].

Pozornie wpływem sztokawskim jest też występująca od co najmniej XVI wieku forma zaimka pytajnego što ‘co’, jednak wywodzi się je z psł. *kъto (a nie *čьto, jak sztokawskie što~šta) przez rozwój kt > št (znany z dialektu prekmurskiego).